# Chiesa di San Pietro Martire (Verona, Veronetta)
La chiesa di San Pietro Martire è un luogo di culto cattolico che sorge nel quartiere di Veronetta a Verona, circa a metà strada tra le chiese di chiesa di Santo Stefano e la chiesa di San Giorgio in Braida; fa parte della diocesi di Verona.

## Storia
L'edificio chiesastico venne realizzato nel 1656 in quella che la tradizione indicava fosse stata la casa natale di san Pietro martire, istituita come cappella soggetta alla vicina chiesa di Santo Stefano; già nel secolo successivo vennero rinnovati gli interni e la facciata. Nel 1809 un decreto napoleonico soppresse la chiesa che venne destinata ad altri usi fino al 1861, anno in cui subì un organico intervento di restauro e venne quindi riaperta al culto.

## Descrizione
Al centro della facciata a capanna si apre un elaborato portale barocco, sopra cui si trova una nicchia che contiene una statua del santo titolare. Ai lati dell'ingresso vi sono due finestre quadrate mentre al centro del timpano se ne apre una semicircolare. Lungo il fianco est del presbiterio si erge un esile campanile coperto da un cupolino.
La pianta della chiesa è ad aula unica rettangolare che si conclude con un presbiterio separato dallo spazio plebano tramite una balaustra e tre gradini e terminante in un coro a fondale piatto, il tutto coperto da volte a botte ritmate da costoloni. L'interno è caratterizzato da un'armonica composizione neoclassica, con le pareti scandite da lesene di ordine ionico che sorreggono una cornice modanata e da due archeggiature, una per lato, che contengono gli altari di San Pietro Martire, a sinistra, e della Madonna con i Santi Domenico e Caterina, a destra. Sulla parete di fondo del coro vi è una pala su cui è rappresentato San Pietro Martire in gloria, attribuita al veronese Andrea Voltolino.